# Deutschlandflug

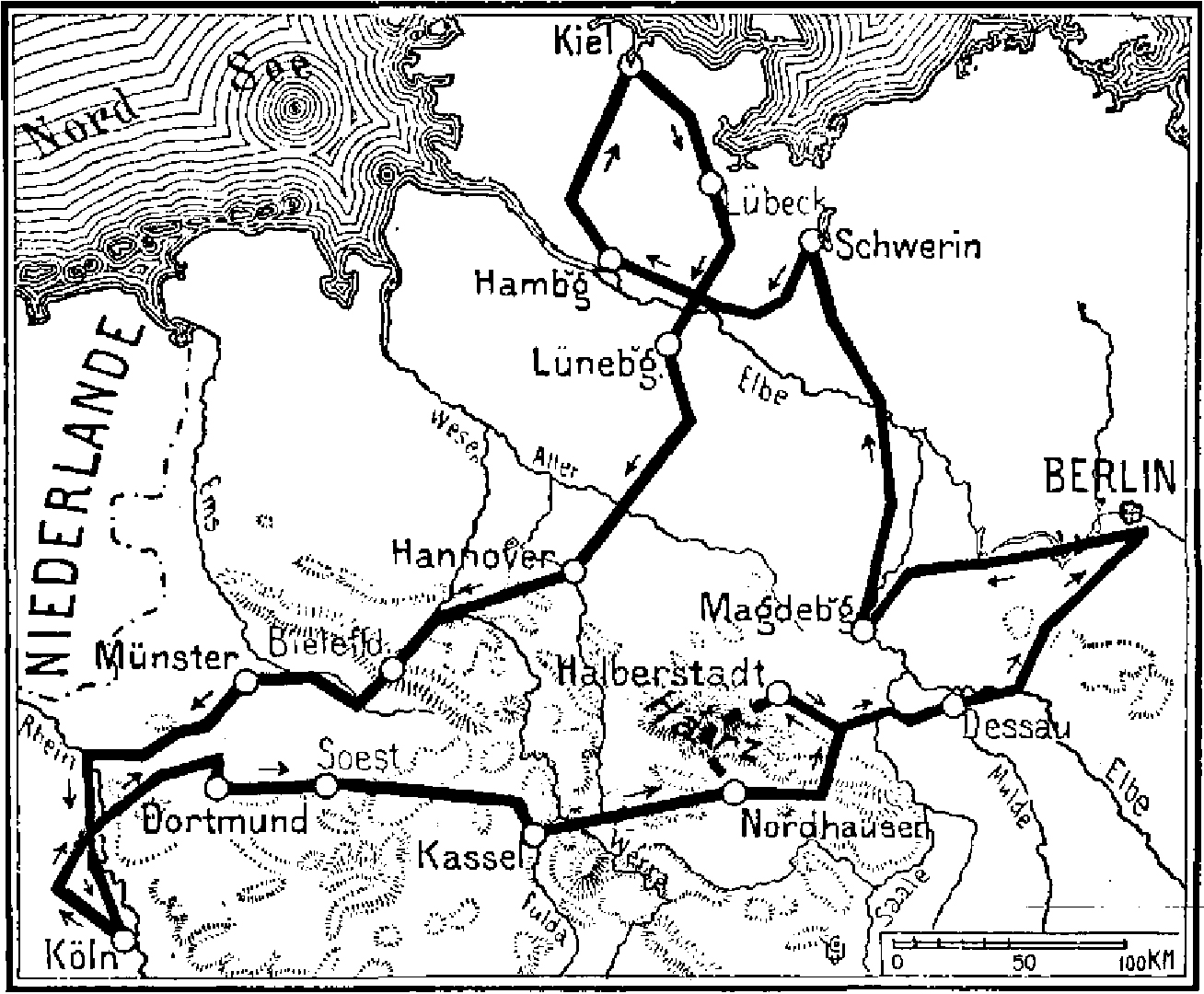
Flugstrecke des deutschen Rundflugs 1911

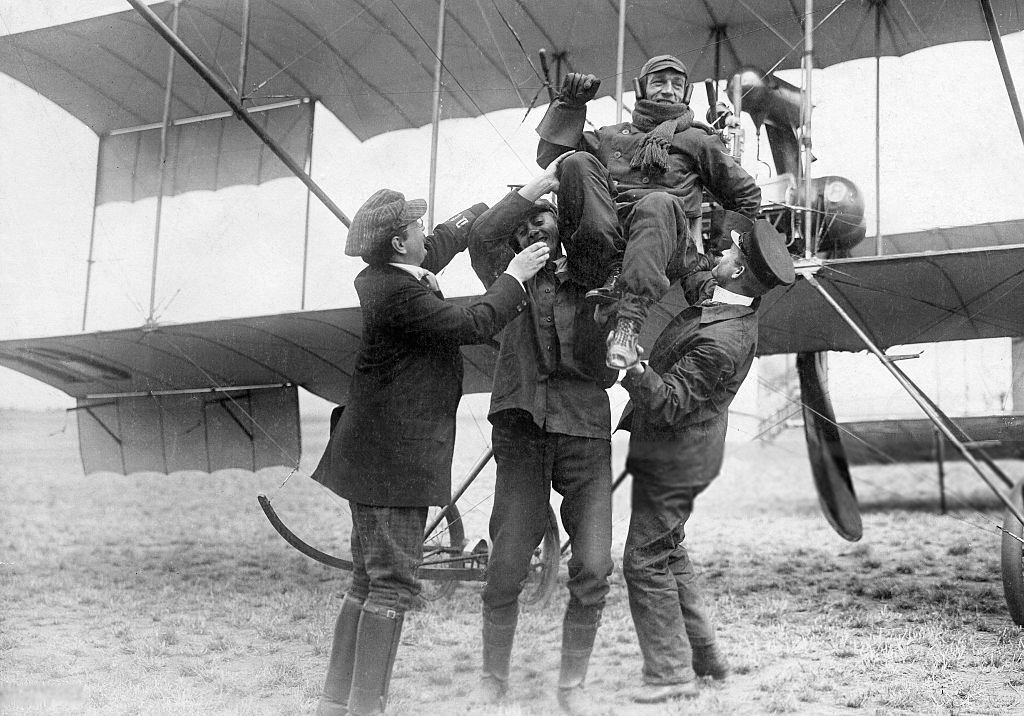
Der Sieger des ersten Deutschlandflugs 1911, Benno König

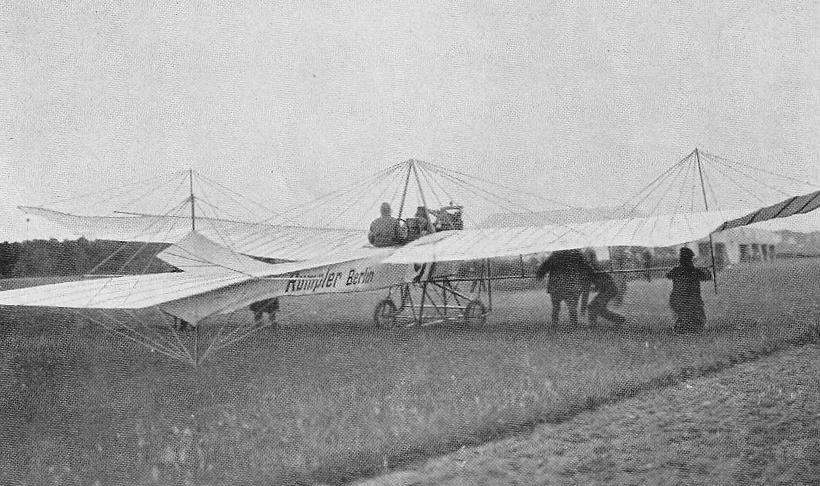
Hans Vollmöller belegte 1911 den zweiten Platz auf einem „Rumpler-Etrich-Eindecker“

Der Deutschlandflug ist ein Wettbewerb für Flugzeug-Piloten, der zum ersten Mal vom 11. Juni bis 10. Juli 1911 ausgetragen wurde. An den folgenden Deutschlandflügen beteiligten sich Piloten, deren Namen in die Geschichte der Luftfahrt eingehen sollten. Namen wie Ernst Udet oder Elly Beinhorn sind auf den Listen vertreten. In der Zeit des Nationalsozialismus wurden die Flüge zu gigantischen Leistungsschauen mit bis zu 400 teilnehmenden Flugzeugen. Später, im Juni 1956, wurde die Tradition wieder aufgenommen, als eine Veranstaltung für Liebhaber, die seitdem alle zwei Jahre stattfindet. 2011 feierte der Deutschlandflug seinen 100. Geburtstag.

## Chronologie

### 1911
Der erste „Deutsche Rundflug um den B.Z.-Preis der Lüfte 1911“ wurde am 11. Juni 1911 vom Flugplatz Johannisthal bei Berlin gestartet. An Preisen standen rund 450.000 Mark zur Verfügung, davon waren rund 350.000 Mark von den beteiligten Städten und 100.000 Mark von der B.Z. (Ullstein Verlag) aufgebracht worden. Als Einstimmung fand ab 4. Juni 1911 in Johannisthal die „Nationale Flugwoche“ statt, bei der der Pilot Georg Schendel und sein Mechaniker tödlich abstürzten. Er war trotz Warnungen wegen stürmischen Wetters gestartet.
24 Flieger waren zum Rundflug gemeldet; am ersten Tag starteten sieben, an den folgenden Tagen die weiteren. Die Behörden erwarteten rund 100.000 Besucher; es kamen 600.000, die für ein beispielloses Verkehrschaos sorgten: „Nicht nur in Berlin, die ganze Welt bleibt einen Monat lang in Spannung auf den Verlauf der Etappenflüge. Die Flieger mußten Nerven von Stahl haben, um die Strapazen des Rundfluges durchzuhalten.“ 17 Etappen waren zu absolvieren: Magdeburg, Schwerin, Hamburg, Kiel, Lübeck, Lüneburg, Hannover, Minden, Bielefeld, Münster, Köln, Dortmund, Kassel, Nordhausen, Halberstadt, Dessau, Berlin. Die Piloten starteten hintereinander und absolvierten täglich eine Etappe, wobei sie an manchen Etappenorten mehr als einen Tag Aufenthalt hatten, um Flugwettbewerbe zu bestreiten, wie etwa beim Kieler Flugmeeting. Dort ging es um den mit 4500 Mark dotierten Stafettenpreis mit einem Flug nach Eutin. Am 19. Juni stellte Hellmuth Hirth zudem bei einem Flug ab Kiel mit 2200 Metern einen neuen Höhenrekord auf, der vorherige über 2000 Meter war wenige Tage alt. Etappensieger wurde, wer die Strecke am schnellsten durchflogen hatte, Gesamtsieger, wer zum Schluss der ausgeschriebenen Gesamtstrecke die meisten Kilometer geflogen hatte.
Teilnehmer (Auswahl)
- Bruno Büchner (Aviatik-Doppeldecker)
- Reinhold Jahnow
- Emile Jeannin
- Benno König (Albatros-Doppeldecker)
- Felix Laitsch
- Otto Lindpaintner (Farman-Zweidecker)
- Otto Reichardt (Euler Großherzog)
- Theodor Schauenburg (Wright-Doppeldecker)
- Robert Thelen (AdAstra-Wright-Doppeldecker)
- Hans Robert Vollmöller (Farman-Zweidecker)
- Eugen Wiencziers
- Oscar Wittenstein[4]

Erst am 10. Juli waren acht der ursprünglich 24 Flieger wieder zurück in Berlin; die restlichen waren auf der Strecke geblieben. Den ersten Platz belegte Benno König, der 1882,50 km geflogen war und dafür 40.000 Mark erhielt, Hans Vollmöller wurde Zweiter und Bruno Büchner Dritter.

### 1925 bis 1933

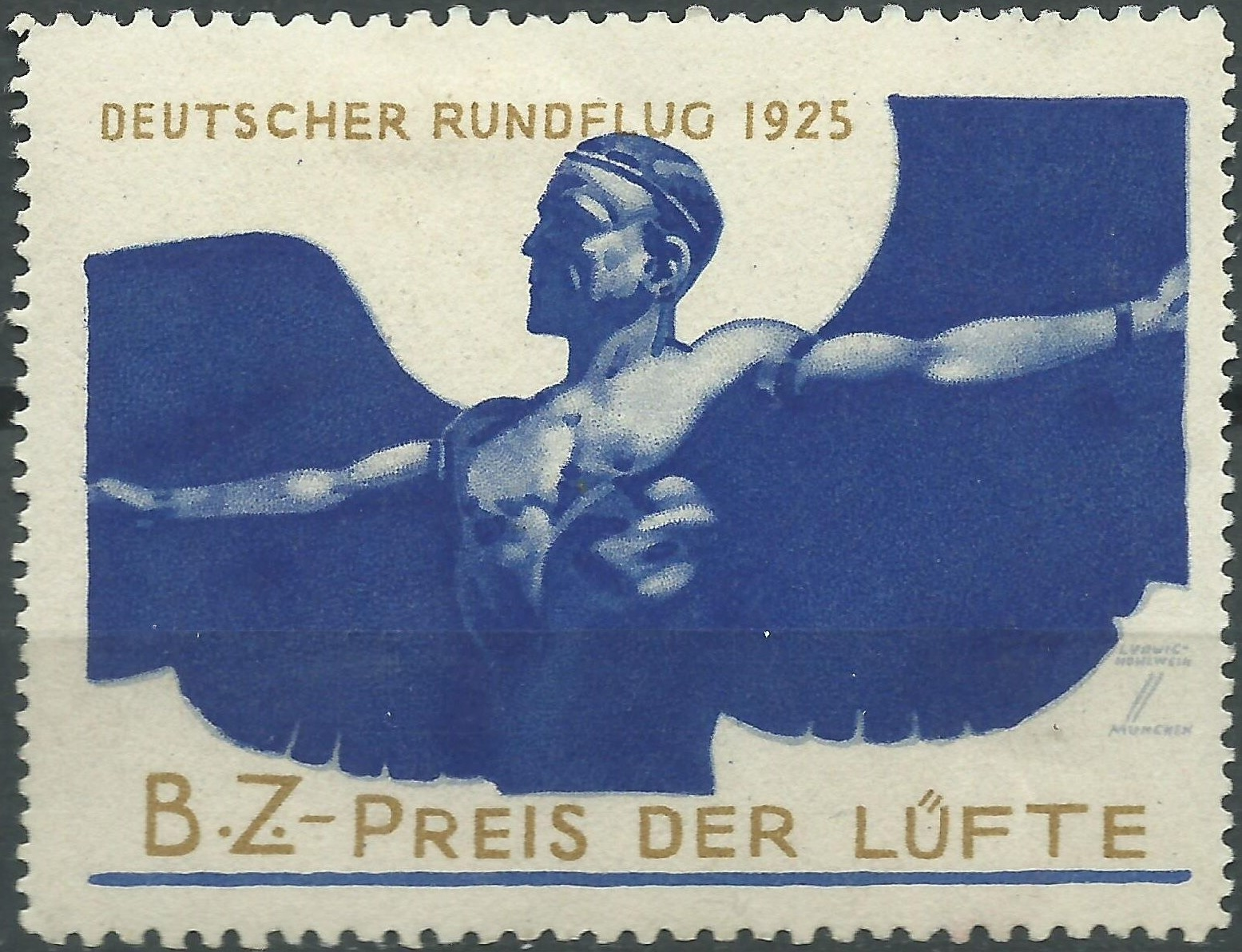
Reklamemarke zum Deutschen Rundflug 1925, B.Z.-Preis der Lüfte (Ludwig Hohlwein 1925)

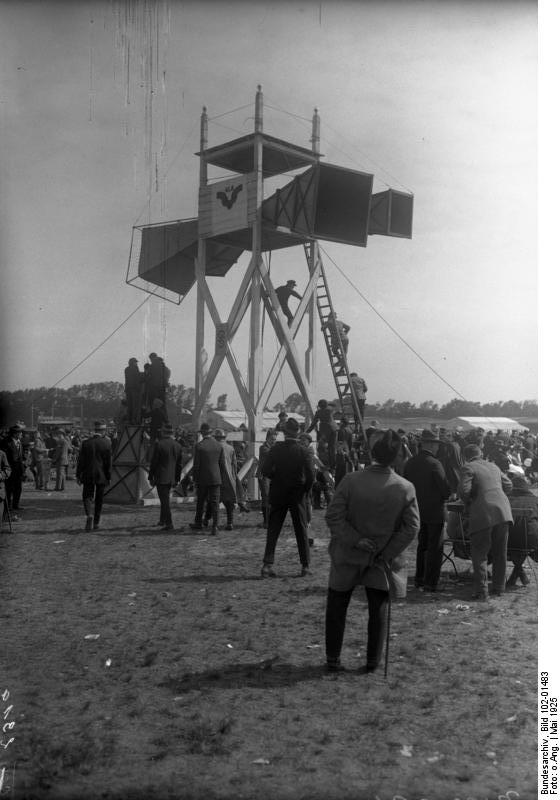
Lautsprecher auf dem Flughafen Tempelhof beim Deutschlandflug von 1925

Während die Veranstaltung 1911 vor allem dazu diente, die Fliegerei in Deutschland populär zu machen, so war es der Rundflug vom 31. Mai bis 19. Juni 1925, der den deutschen Motorflugsport nach dem Verbot am Ende des Ersten Weltkriegs wieder zu neuem Leben erweckte. Veranstalter waren der Deutsche Luftfahrtverband (DLV) und der Aero-Club von Deutschland. Dieses Mal standen rund 195.000 Mark an Preisgeldern zur Verfügung, von denen der Ullstein Verlag mit dem B.Z.-Preis der Lüfte 100.000 Mark beigesteuert hatte. Der Wettbewerb, der sich über eine Gesamtstrecke von 5000 Kilometer erstreckte und bei dem 34 Städte angeflogen wurden, fand in Form einer Zuverlässigkeitsprüfung statt. Es wurde in drei Gruppen geflogen: Gruppe A (Leichtflugzeuge bis 40 PS), Gruppe B (Flugzeuge bis 80 PS), Gruppe C (Flugzeuge bis 120 PS). Pro Gruppe waren rund 30 Piloten am Start, darunter Antonius Raab, Kurt Katzenstein, Ernst Udet und Wolfram von Richthofen. Da die Siegerflugzeuge in allen drei Gruppen mit deutschen Motoren ausgestattet waren, fielen ihnen gleichzeitig die „Richthofen-Preise“ zu.
Die Starts der einzelnen Gruppen folgten am 31. Mai ab 4 Uhr morgens in Abständen. Zu bewältigen waren mehrere festgelegte Rundflugstrecken, die alle vom Berliner Flughafen Tempelhof ihren Ausgang und ihr Ziel hatten. Auf den anzufliegenden Flughäfen wurden weiße Kontrollstationen angebracht, die von den Piloten umflogen werden mussten.
Die kleinste am Start befindliche Maschine war das Leichtmotorflugzeug „Mohamed“, das von Mitgliedern der Akademischen Fliegergruppe an der Technischen Hochschule Darmstadt konstruiert und gebaut worden war. Als Fazit schrieb die Flugsport: „Wenn wir die Leichtflugzeugentwicklung im nächsten Jahre vorwärts bringen wollen, so muß unverzüglich ein Preisausschreiben für Leichtmotoren erlassen werden“, denn eine Weiterentwicklung des Leichtflugzeuges ohne eine entsprechende Weiterentwicklung des Motors sei „nicht möglich“.
Der Deutschlandflug 1931 war mit 50.000 Mark Preisgeld ausgestattet, er bestand aus einer technischen Prüfung und einem Streckenflug über 2000 Kilometer innerhalb von zwei Tagen. Anschließend wurde festgelegt, dass weitere Deutschlandflüge nicht mehr die Technik der Flugzeuge, sondern das Können der Besatzung prüfen sollten.

### 1933 bis 1938
Der Deutschlandflug 1937 war die erste fliegerische Großveranstaltung nach der Aufrüstung der Wehrmacht und wurde vom Nationalsozialistischen Fliegerkorps (NSFK) organisiert. Die Flieger nahmen nicht einzeln, sondern in Dreier-Verbänden teil, von denen 62 am Start waren; 61 davon erreichten auch das Ziel. Die Verbände flogen nicht gemeinsam eine vorher festgelegte Strecke ab, sondern konnten ihren Flugweg selbst wählen, um mehr als 70 festgelegte Wertungsziele anzufliegen. An vier Tagen des Wettbewerbes lösten sich die Dreier-Verbände auf und die Flugzeuge flogen einzeln.
Der Deutsche Sportflieger stellte fest: „Kein Menschenleben in diesem Wettbewerb ist zu beklagen, der die höchsten Anforderungen an Maschinen und Besatzung stellte, die nach sechs anstrengenden Flugtagen auch noch Orter-Aufgaben und Geschicklichkeitsprüfungen (Zielabwurf und Hindernislandungen) zu bestehen hatten.“
Auch an den Deutschlandflügen 1934, 1935 und 1937 nahmen nur noch Verbände aus drei bis sieben Flugzeugen teil. 1937 starteten erstmals auch Privatpiloten mit eigenen Flugzeugen. Der Deutschlandflug 1938 war die bis dahin größte flugsportliche Veranstaltung der internationalen Luftfahrt: Rund 400 Flugzeuge gingen an den Start und legten insgesamt an acht Wettbewerbstagen rund 2.500.000 Kilometer zurück. Bei diesem Wettbewerb konnten sowohl Flugroute wie auch die anzufliegenden Flugplätze selbst gewählt werden. Aufgrund der Unerfahrenheit vieler Piloten sowie schlechten Wetters kam es zu mehreren schweren Unfällen.
Der für 1939 geplante Deutschlandflug kam nicht mehr zur Austragung.

### 1956 bis 2009

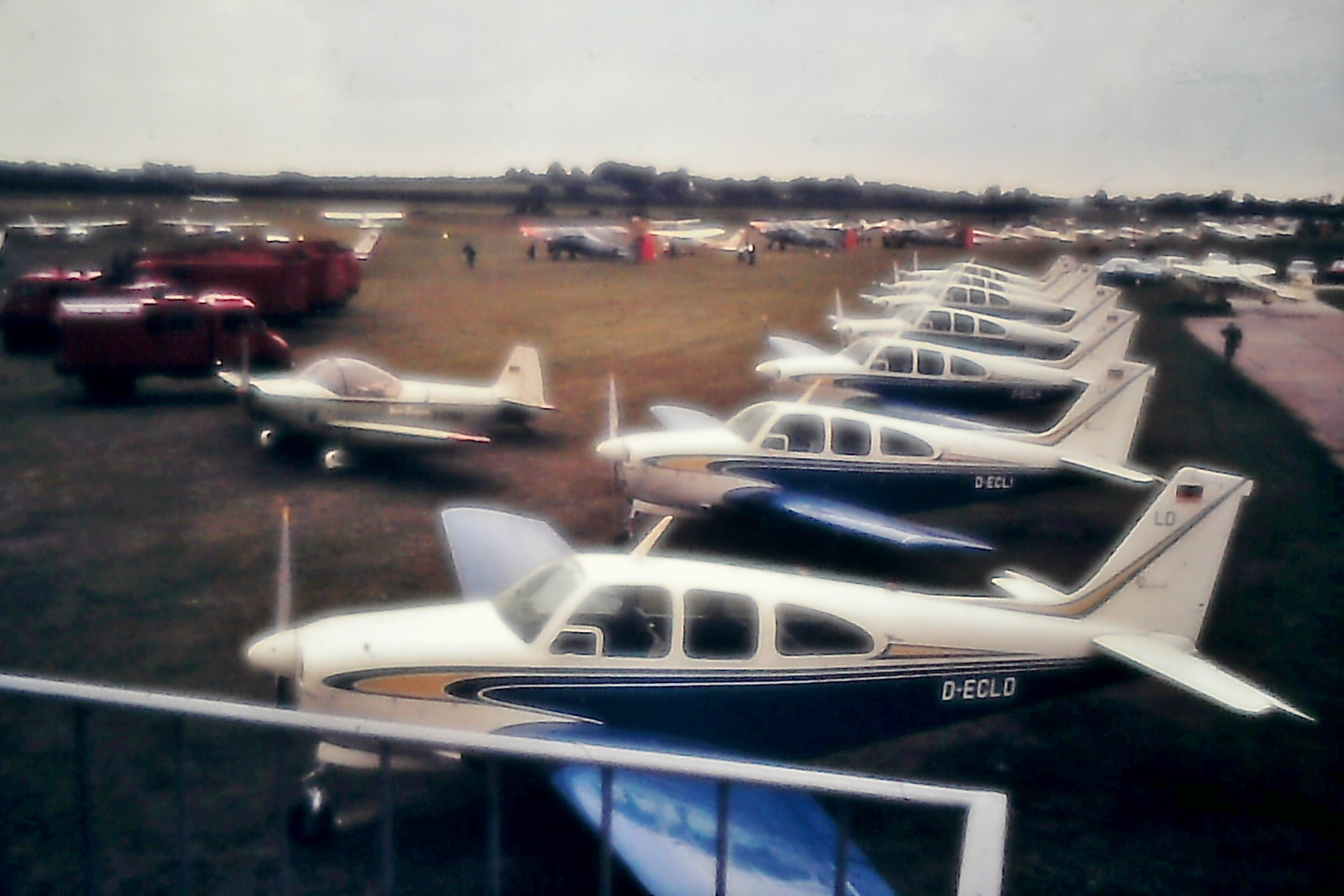
Ziel des Deutschlandflugs 1969 war Flensburg.

Nach Rückgabe der deutschen Lufthoheit im Jahre 1955 fand bereits ein Jahr später wieder ein Deutschlandflug statt. Veranstalter ist seitdem der Deutsche Aero Club. Der Wettbewerb soll kein Test mehr sein für Mensch und Maschine, sondern als gemeinsame Veranstaltung die deutschen Motorflieger zusammenbringen. Zuverlässigkeit, fliegerisches Können und diszipliniertes Fliegen, aber auch die Pflege von Freundschaften und die Werbung für den Motorflugsport sollten fortan Zweck des Deutschlandfluges sein. Franz Burda, ein engagierter Förderer der Deutschlandflugidee, übernahm die Schirmherrschaft und stiftete den „Burda Preis der Lüfte“, ein Sportflugzeug vom Typ Piper L4. Bis 1977 durften die Sieger von Burda gestiftete Flugzeuge bzw. Geldpreise für ihren Verein mit nach Hause nehmen. Ab 1958 fand der Deutschlandflug regelmäßig alle zwei Jahre statt. Während 1958 rund 130 Flugzeuge teilnahmen, schwankte die Zahl der teilnehmenden Maschinen in den Folgejahren. Rekordjahr war 1963, als 200 Flugzeuge gemeldet waren. 1991 wurde neben der Wettbewerbsklasse eine Touristikwertung eingeführt.
1995 startete erstmals testweise ein Ultraleichtflugzeug beim Deutschlandflug; bei einer offiziellen Wertung hätte es Platz 27 belegt, so dass einer künftigen Teilnahme nichts mehr im Wege stand.

### 100 Jahre Deutschlandflug 2011
Die Jubiläumsveranstaltung „100 Jahre Deutschlandflug“ fand vom 6. bis 9. Juli 2011 statt und führte von Hannover zum Flugplatz Schleißheim bei München (1912 eröffnet und damit der älteste noch in Betrieb befindliche Flugplatz Deutschlands). Insgesamt nahmen 120 Flugzeuge teil.

### 2013 bis Gegenwart
Auch in den Jahren 2013, 2015, 2017 und 2019 fanden Deutschlandflüge statt.

## Sieger von 1911 bis 2011
| Jahr | Piloten | Flugzeugmuster, ab 1956 Verein                                                                |
| ---- | --- | --------------------------------------------------------------------------------------------- |
| 1911 | Benno König/Leutnant Steffen | LVG-Doppeldecker                                                                              |
| 1925 | Gruppe A: Bruno Loerzer Gruppe B: Karl Hochmuth Gruppe C: Hans Ritter | Daimler L21 Udet U 10 Caspar-Theiss CT 1                                                      |
| 1931 | Oskar Dinort | Klemm L 26                                                                                    |
| 1933 | Akaflieg Hannover mit Wolfgang Köhnk/Walter Grube, Hans Höfft/Heinrich Weigand, Christian Dietrich/Carl Gustav Esche, Hans Roese/Kurt Endres und Jochen Beseler/Karl Bode                                                               | Klemm L 26                                                                                    |
| 1934 | Akaflieg Hannover mit Weigand/Westerkamp Bode/Kreutzträger, Esche/Baist | Klemm L 25 d                                                                                  |
| 1935 | Danzig mit Braun/Rohwer, Cuno/Kuhn Czolbe/Wagner, Schneider/Jahnke Blumers/Pasternack | Klemm L 25                                                                                    |
| 1937 | Stuttgart mit Keidel/Walz, Hasenmayer/Büsing Schmidt-Striebel | Klemm L 25                                                                                    |
| 1938 | Breslau mit Friedrich/Reichmann, Linke/Schreiber Hans Deutschmann/Burkhardt | Focke-Wulf Stieglitz                                                                          |
| 1956 | 1. Claus Kühl/Emil Schmelzinger 2. Elly Beinhorn/Gerd Maier | Mannheimer Luftsportverein Breisgauer Verein für Luftfahrt                                    |
| 1957 | Kurt Müller/Irmgard Müller | Luftsportgruppe Kempten                                                                       |
| 1958 | Edgar Dittmar/Georg Brütting | Aero Club Coburg                                                                              |
| 1961 | Gerd Maier/Paul König | Offenburg                                                                                     |
| 1963 | Lutz Gäbler/Fritz Kühne | Peine                                                                                         |
| 1965 | Franz Strobel/Otto Haas | Sportfliegerclub Augsburg                                                                     |
| 1967 | Emil Wuggazer/R. Schmidt | Luftwaffensportgruppe Leipheim                                                                |
| 1969 | W. Müller/E. Schlagmüller | Flugsportgruppe Aschaffenburg                                                                 |
| 1971 | Michael Kimmerle/Ernst Mattern | Fliegergruppe Giengen                                                                         |
| 1973 | Gesamtsieger: Hans Dittes/Eugen Armbruster Kategorie A: R. Mangelsdorf/H. J. Ahlemann Kategorie B: H. Schmitt/G. Hübner Kategorie C: Hans Dittes/Eugen Armbruster                                                                       | PA 28 Lübecker Verein f. Luftfahrt Cessna 172 PA 28                                           |
| 1975 | 1. Josef Wagner/Hermann Graf 2. Hans Dittes/Ortwig Rettig 3. Edith Neuer/Gunter Nieschler | Sportfliegerclub Augsburg                                                                     |
| 1977 | 1. Josef Wagner/Hermann Graf 2. Barnsteiner/Wegscheider 3. Illig/Windmüller | Sportfliegerclub Augsburg                                                                     |
| 1979 | 1. Otto Höfling/Horst Möller 2. Häßlein/Häßlein 3. Barnsteiner/Lettko | FSC Aschaffenburg                                                                             |
| 1981 | 1. Otto Höfling/Michael Amtmann 2. Kurt Kabelitz/Uwe Reszka 3. Gozdowski/Goebel | FSC Aschaffenburg                                                                             |
| 1983 | 1. Gert-Hinrich Tebbenhoff/Klaus Haug 2. Roland Husemann/Sturmi Westerbarkey 3. Christine Vad/Heidrun Rothenbach | Aero-Club Osnabrück                                                                           |
| 1985 | 1. Christiane Collin/Axel Maurer 2. Edith Neuer/Gunter Nieschler 3. Reinhold Schmülling/Roland Junger | Aero-Club Reichelsheim                                                                        |
| 1987 | wegen schlechten Wetters ohne Wertung |                                                                                               |
| 1989 | 1. Friedrich Rink/Werner Rau 2. Heinz Nagel/Hermann Haaga 3. Hans Joachim Ahlemann/Klaus Lucke | LSC Friedrichshafen                                                                           |
| 1991 | 1. Christiane und Axel Maurer 2. Reinhard Ruck/Manfred Meyer 3. Edith Neuer/Gunter Nieschler | FSC Aschaffenburg CdF Oldenburg                                                               |
| 1993 | 1. Helmut Felderhoff/Rolf Heyne 2. Christiane und Axel Maurer 3. Reinhard Ruck/Manfred Meyer | DASA-MBB Augsburg FSC Aschaffenburg CdF Oldenburg                                             |
| 1995 | Gesamtwertung: 1. Edith Neuer/Gunter Nieschler 2. Roland Husemann/Florian Kappler 3. Friedhelm Siebert/Uwe Siebert Einsteigerwertung: 1. Arnold Schmutte/Ulrich Wermuth Touristikwertung: 1. Hans-Dieter Bonsmann/Anton Beidl           | FMS Kirchheim/Teck LSV Bielefeld Gütersloh Kurhessischer Verein für Luftfahrt Marburg         |
| 1997 | Gesamtwertung: 1. Edith Neuer/Gunter Nieschler 2. Arnold Grubek/Dörthe Schweiger 3. Helmut Bäder/Gerhard Spreng Einsteigerwertung: 1. Christopher Hess/Heiko Müller                                                                     | FMS Kirchheim/Teck DFS-FC Offenbach FMS Kirchheim/Teck aerokurier                             |
| 1999 | Gesamtwertung: 1. Arnold und Dörthe Grubek 2. Helmut Bäder/Arnulf Spreng 3. Peter Denzler/Gunter Nieschler Einsteigerwertung: 1. Jochen Klein/Rolf Uchtmann Touristikwertung: 1. Rainer Ahrens/Dieter Sieg/Hans Thomas Hansen           | DFS-FC Offenbach FMS Kirchheim/Teck                                                           |
| 2001 | Gesamtwertung: 1. Helmut Bäder/Arnulf Spreng 2. Andreas Marko/Rudolf Rieger 3. Peter Denzler/Gunter Nieschler Einsteigerwertung: 1. Corinna Offenbach/Tabata Tietke Touristikwertung: 1. Günther Budde/Wolfgang Peters                  | FMS Kirchheim/Teck Deutscher Präzisionsflug-Verein BWLV Hahnweide                             |
| 2003 | Gesamtwertung: 1. Helmut Bäder/Arnulf Spreng 2. Ralf-Rainer Schmalstieg/Fred Pierskalla 3. Hans Joachim Ahlemann/Winfried Heller Einsteigerwertung: 1. Marcus und Astrid Ciesielski Touristikwertung: 1. Steffen Müller/Werner Olsen    | FMS Kirchheim/Teck Hodenhagen Husum Ratingen                                                  |
| 2005 | Gesamtwertung: 1. Corinna Fuchs/Tabata Tiedtke 2. Andreas Marko/Rudolf Rieger 3. Helmut Bäder/Gerhard Spreng Einsteigerwertung: 1. Ingo Weise/Timo Wolf Touringgruppe: 1. Günther Budde/Wolfgang Peters – Thomas Tschuschke/Evelyn Zuro | LSC Babenhausen Deutscher Präzisionsflug-Verein FMS Kirchheim/Teck Flugsportvereinigung Celle |
| 2007 | Gesamtwertung: 1. Klaus und Renate Heege 2. Marcus und Astrid Ciesielski 3. Helmut Bäder/Gerhard Spreng Einsteigerwertung: 1. Karl Peterlini/Christiane Frühe Touringgruppe: 1. Carsten und Astrid Braun                                | AC Baden-Baden LSG Breitscheid FMS Kirchheim/Teck HFC Frankfurt                               |
| 2009 | Gesamtwertung: 1. Arnold und Dörthe Grubek 2. Helmut Bäder/Gerhard Spreng 3. Werner und Stefan Lindner Einsteigerwertung: 1. Robert und Carla Deppe Touristikwertung: 1. Horst Müller/Frank Eichberger/Thomas Müller                    | HFC Frankfurt FMS Kirchheim/Teck HFC Frankfurt LSV Breitscheid-Haiger PC Berliner Bären       |
| 2011 | Gesamtwertung: 1. Marcus und Astrid Ciesielski 2. Helmut Bäder/Gerhard Spreng 3. Axel und Uwe Maurer Einsteigerwertung: 1. Björn Hansen/Tomke-Kristin Alburg-Hansen Touringgruppe: 1. Bernd Günther/Wolfgang Berger                     | LSG Breitscheid-Haiger FMS Kirchheim/Teck HFC Frankfurt Fliegerfreunde Conneforde FSC Suhl    |